# Пойнт-Елісон
Пойнт-Елісон (англ. Point Alison) — літнє село в Канаді, у провінції Альберта, у складі муніципального району Паркленд.

## Населення
За даними перепису 2016 року, літнє село нараховувало 10 осіб постійного населення, показавши скорочення на 33,3%, порівняно з 2011-м роком. Середня густина населення становила 62,7 осіб/км².

## Клімат
Середня річна температура становить 2,7°C, середня максимальна – 21,1°C, а середня мінімальна – -19,1°C. Середня річна кількість опадів – 518 мм.
| Клімат поселення                              | Клімат поселення | Клімат поселення | Клімат поселення | Клімат поселення | Клімат поселення | Клімат поселення | Клімат поселення | Клімат поселення | Клімат поселення | Клімат поселення | Клімат поселення | Клімат поселення | Клімат поселення |
| Показник                                      | Січ.             | Лют.             | Бер.             | Квіт.            | Трав.            | Черв.            | Лип.             | Серп.            | Вер.             | Жовт.            | Лист.            | Груд.            |                  |
| Середній максимум, °C                         | −7,09            | −3,7             | 1,68             | 9,29             | 15,40            | 19,60            | 21,05            | 20,63            | 15,48            | 10,17            | 0,98             | −4,66            |                  |
| Середня температура, °C                       | −13,09           | −9,7             | −4,3             | 3,32             | 9,41             | 13,60            | 15,94            | 15,52            | 10,38            | 5,05             | −4,13            | −9,74            |                  |
| Середній мінімум, °C                          | −19,07           | −15,68           | −10,29           | −2,69            | 3,43             | 7,62             | 10,84            | 10,42            | 5,26             | −0,05            | −9,22            | −14,86           |                  |
| Норма опадів, мм                              | 26               | 17               | 19               | 28               | 54               | 89               | 100              | 70               | 46               | 27               | 23               | 19               |                  |
| Середньомісячна швидкість вітру, м/с          | 3.16             | 3.40             | 3.40             | 3.54             | 3.50             | 3.14             | 2.90             | 2.80             | 3.00             | 3.30             | 3.16             | 3.16             |                  |
| Середньомісячна сонячна радіація, кДж/м²·день | 3330             | 6833             | 12141            | 17241            | 20548            | 21912            | 22114            | 18526            | 12552            | 7402             | 3734             | 2474             |                  |
| --------------------------------------------- | ---------------- | ---------------- | ---------------- | ---------------- | ---------------- | ---------------- | ---------------- | ---------------- | ---------------- | ---------------- | ---------------- | ---------------- | ---------------- |
| Джерело:                                      |                  |                  |                  |                  |                  |                  |                  |                  |                  |                  |                  |                  |                  |